# Гопфгартен-ін-Деферегген
Гопфгартен-ім-Деферегген (нім. Hopfgarten in Defereggen) — містечко й громада округу Лієнц в землі Тіроль, Австрія.
Гопфгартен-ін-Деферегген лежить на висоті  1107 над рівнем моря і займає площу  73,17 км². Громада налічує 765 мешканців. 
Густота населення 10/км².  
Громада лежить у долині Дефереггенталь.
Округ Лієнц, до якого належить Гопфгартен-ін-Деферегген, називається також Східним Тіролем. Від основної частини землі, 
Західного Тіролю, його відділяє смуга Південного Тіролю, що належить Італії. 
|                                                   |
| Гопфгартен-ін-Деферегген на мапі округу та землі. |

 Адреса управління громади: Dorf 46, 9961 Hopfgarten in Defereggen. 

## Виноски
1. ↑  Dauersiedlungsraum der Gemeinden Politischen Bezirke und Bundesländer - Gebietsstand 1.1.2018 — Статистичне управління Австрії.
2. ↑  https://www.statistik.at/blickgem/blick1/g70709.pdf
3. ↑  www.defereggental.eu. Архів оригіналу за 24 травня 2013. Процитовано 6 липня 2013.